# Bakah
Bakah is een bestuurslaag in het regentschap Blora van de provincie Midden-Java, Indonesië. Bakah telt 2707 inwoners (volkstelling 2010).